# نصب تذكاري ومتحف أوكلاهوما الوطني
نصب تذكاري ومتحف أوكلاهوما الوطني (بالإنجليزية: Oklahoma City National Memorial)‏ هو نصب تذكاري لضحايا تفجير مدينة أوكلاهوما ورجال الدفاع المدني والناجين وجميع المتضررين من الانفجار، الذي وقع في 19 أبريل 1995. يقع النصب التذكاري في وسط أوكلاهوما سيتي على الموقع السابق لمبنى ألفريد مورا الفدرالي والذي دمر بسبب الانفجار.